# Ceyx
Ceyx és un gènere d'ocells de la família dels alcedínids (Alcedinidae ).

## Llista d'espècies
Aquest gènere es considera format per 24 espècies:
- blauet nan oriental (Ceyx erithaca).
- blauet nan dorsirogenc (Ceyx rufidorsa).
- blauet nan de Luzon (Ceyx melanurus).
- blauet nan de Mindanao (Ceyx mindanensis).
- blauet nan de Sulawesi (Ceyx fallax).
- blauet nan de les Sangihe (Ceyx sangirensis).
- blauet nan de les Moluques (Ceyx lepidus).
- blauet nan de Margarete (Ceyx margarethae).
- blauet nan de les Sula (Ceyx wallacii).
- blauet nan de Buru (Ceyx cajeli).
- blauet nan de Nova Guinea (Ceyx solitarius).
- blauet nan de Manus (Ceyx dispar).
- blauet nan de Nova Irlanda (Ceyx mulcatus).
- blauet nan de Nova Bretanya (Ceyx sacerdotis).
- blauet nan de l'illa de Santa Isabel (Ceyx meeki).
- blauet nan de Nova Geòrgia (Ceyx collectoris).
- blauet nan de Guadalcanal (Ceyx nigromaxilla).
- blauet nan de l'illa de San Cristobal (Ceyx gentianus).
- blauet nan pitblau (Ceyx cyanopectus).
- blauet nan becnegre (Ceyx nigrirostris).
- blauet nan argentat (Ceyx argentatus.
- blauet nan de pit morat (Ceyx flumenicola).
- blauet nan atzurat (Ceyx azureus.
- blauet nan de les Bismarck (Ceyx websteri).
- blauet nan bicolor (Ceyx pusillus).